# Caixonet d'almoines

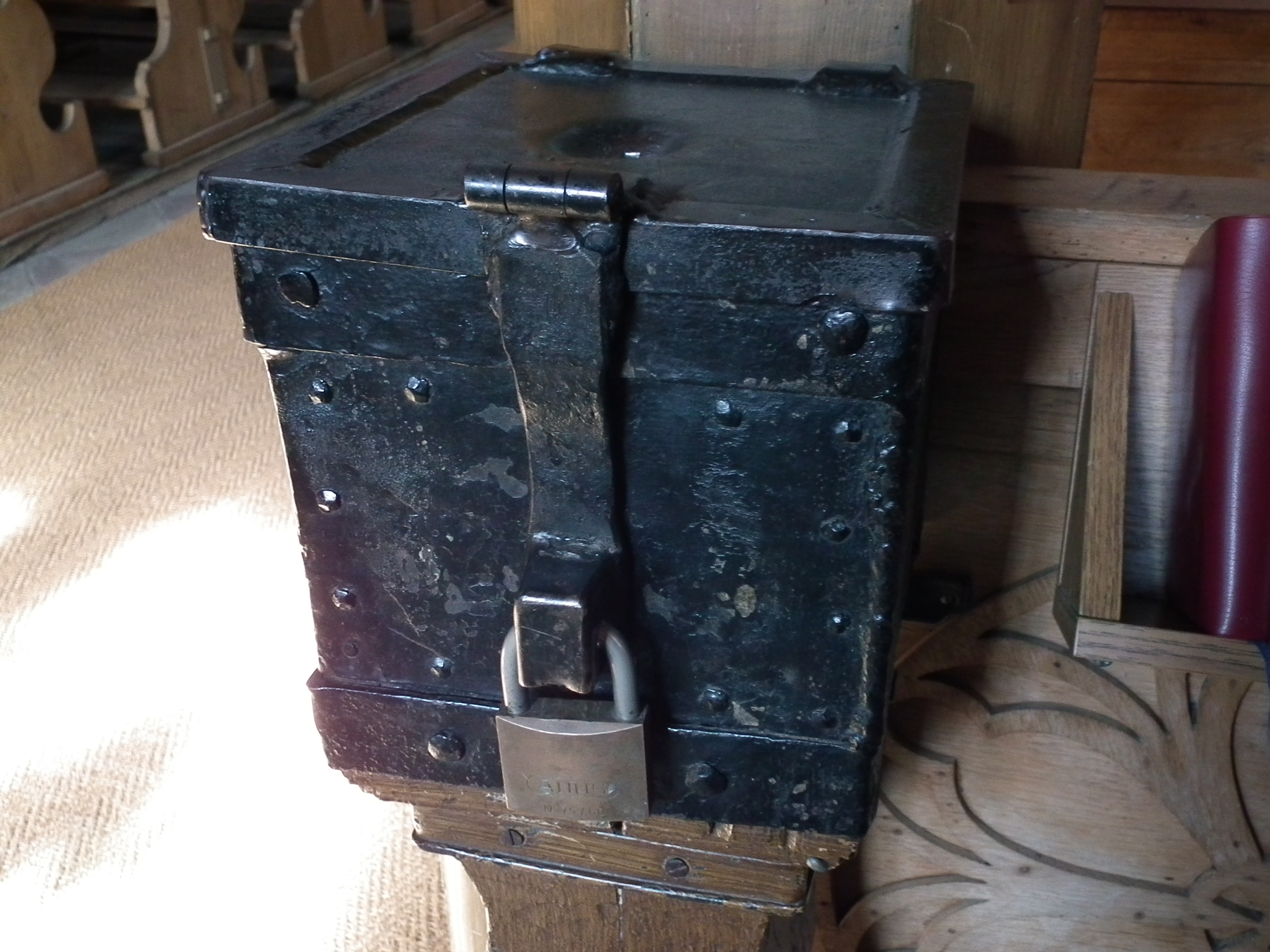
Caixonet d'almoines d'una església

Un  caixonet d'almoines és una petita caixa que serveix per recollir les almoines a les esglésies. Sol ser un cofre o caixa de fusta (o altres materials) amb una obertura per introduir les almoines amb destí piadós o benèfic.
En el seu format més comú s'assembla a les urnes de vots que s'utilitzen en les eleccions però de menor grandària. Sol anar tancat amb clau i sovint té un sistema per subjectar-lo a la paret de les esglésies o dels altres llocs on se solen dipositar les almoines per als pobres.

## Història
L'origen d'aquestes arquelles de les esglésies en què es recullen les almoines és molt antic. Al cap. XII. del libre IV dels Reis llegim que el pontífex Jehoiadà va fer una arca i hi va obrir un forat a la part de dalt, i la va col·locar primer a prop de l'altar a mà dreta dels que entraven a la casa del Senyor i després segons es desprèn del capítol XXIV dels Paralipómenos va ser traslladada per disposició del rei Joaix i per a major comoditat dels oferents fora de l'atri dels sacerdots al costat de la porta del temple. Els sacerdots que estaven de guàrdia hi dipositaven tots els diners que s'oferia al temple del Senyor, que s'invertien a reparar els danys que havia fet la impia Athalia a la casa de Déu, profanant les coses consagrades que hi havia per tal d'adornar el temple de Baal.
El papa Innocenci III a finals del segle xii va permetre que es col·loquessin en els temples alguns caixonets d'almoines perquè els fidels poguessin en tot temps dipositar-hi les seves almoines.